# Пежо 1007
„Пежо 1007“ (Peugeot 1007) е модел мини MPV автомобили (сегмент M), предназначен предимно за градско пътуване. Произвеждан е от френската компания „Пежо“ от 2005 до 2009 година в завода в Поаси, близо до Париж.
През октомври 2002 година на Парижкото автомобилно изложение е представена студията „Пежо Сезам“. През 2005 година на пазара е пуснато „Пежо 1007“, което няма официален предшественик. „Пежо“ произвеждат модел с четирицифрен номер за първи път. Предлага се като хечбек с три врати и четири места.
„Пежо 1007“ няма търговски успех и производството му е прекратено преди планираното, като общо са произведени около 144 хиляди броя.

## Особености
Характерните черти на този модел са страничните плъзгащи врати с електрическо задвижване, които осигуряват достъп до автомобила на тесни места и подобряват безопасността. Отвън вратите се отварят посредством устройство за дистанционно управление или с помощта на дръжките, а отвътре – с бутон или отново с дръжки. Вратите първо се отделят от каросерията, а след това се приплъзват назад. „Пежо 1007“ получава пет звезди по програмата за безопасност на EuroNCAP, след като събира 36 точки.
Друга особеност на модела е възможността за бърза подмяна на разцветките на 18 детайла от интериора като например тапицерията на седалките.
Автомобилът в различните си версии е снабден с четири до седем въздушни възглавници, включително една под кормилната колона; предпазни колани с предварително натягане и ограничаване на силата им; активни подглавници; система ISOFIX за детска седалка. Освен това предните и задни седалки могат да се плъзгат.

## Двигатели
„Пежо 1007“ първоначално се предлага в следната гама от двигатели:
- 1,4-литров бензинов двигател TU3 I4 с мощност 74 к.с. (55 kW) и 118 N·m
- 1,4-литров дизелов двигател HDi I4 с мощност 69 к.с. (51 kW) и 160 N·m
- 1,6-литров бензинов двигател TU5 I4 с 16 клапана и мощност 108 к.с. (81 kW) и 110 N·m.